# الفرقة القومية للموسيقى العربية
الفرقة القومية للموسيقي العربية هي فرقة موسيقية مصرية لاحياء روائع الفن والموسيقى والتراث تأسست عام 1989 بواسطة الدكتورة رتيبة الحفني وتولى قيادة الفرقة المايسترو سليم سحاب حتى الآن وتقع في دار الأوبرا المصرية، نجحت الفرقة على مدار ثلاثة عقود في لفت أنظار وأسماع الجماهير للقيم الفنية الأصيلة في فنون الموسيقى العربية.
كان الهدف من إنشاء الفرقة القومية العربية للموسيقى هو جمع التراث الموسيقى والغنائي في الدول العربية وتقديمه في أسلوب أكاديمي وعلمي متطور.. ويقوم بالاشتراك في الأداء المنفرد نخبة من عازفي ومغنى هذا اللون من فناني الدول العربية وقد غنى بمصاحبة الفرقة كبار المطربين العرب مثل ووديع الصافي وسعاد محمد وسعاد مكاوي وسمية قيصر ولطفي بوشناق. ويبلغ عدد أعضاء الفرقة القومية العربية للموسيقى مائة فرد (موسيقيين، مطربين، مطربات، إداريين وفنيين).

## حفلاتها
حققت الفرقة العديد من النجاحات على المستويين المحلى والعالمي بأسلوبها المتميز فبعد 40 يوماً من تأسيسها نالت الفرقة الميدالية الفضية في مهرجان بابل للموسيقى عام 1989 والذي ضم 45 دولة من جميع أنحاء العالم وقدمت الفرقة حفلات في مهرجان قرطاج بتونس (يوليو 1990) وكذا العيد القومي لاستقلال دولة الكويت (1991) ومهرجان طريق عبر الحرير باليابان (مايو1991)، ومهرجان الرباط في 1993 وكذا مهرجان المتوهجون بفرنسا (نانت) أكتوبر 1994 وكذا المملكة البريطانية بالقاعة الملكية في يوليو 1997 ثم مهرجان صور بلبنان في أغسطس 1997 ثم مهرجان القرين بالكويت ديسمبر 1997 ثم مهرجان التسوق بدبي مارس 1998 ثم مهرجان المحبة بسوريا في أغسطس 1998 واحتفالات استقلال أبوظبى والبحرين عام 1999، ومهرجان الأسبوع الثقافي المصري التونسي في تونس مايو 2001 وكذلك مئوية أم كلثوم بمعهد العالم العربي بباريس – يونيو 2001 ومهرجان الرباط بالمغرب – يوليو 2001.